# Saint-Girons
Saint-Girons (okzitanisch Sent Gironç) ist eine südfranzösische Gemeinde mit 6.129 Einwohnern (Stand 1. Januar 2022) im Département Ariège in der Region Okzitanien. Saint-Girons ist Hauptort der historischen Grafschaft Couserans. Das Gemeindegebiet gehört zum Regionalen Naturpark Pyrénées Ariégeoises.

## Lage und Klima
Saint-Girons liegt im Zentrum eines Beckens am Zusammenfluss des Lez mit dem Salat und dem Baup am Fuß der Pyrenäen in einer Höhe von ca. 390 m. Nächstgelegene Großstadt ist das gut 100 km in nördlicher Richtung entfernte Toulouse. Das Klima ist gemäßigt bis warm; Regen (ca. 770 mm/Jahr) fällt übers Jahr verteilt.

## Bevölkerungsentwicklung
| Jahr                      | 1800 | 1851 | 1901 | 1954 | 1999 | 2017 |
| Einwohner                 | 3054 | 3981 | 6018 | 6841 | 6254 | 6383 |
| Quelle: Cassini und INSEE |      |      |      |      |      |      |

Das Bevölkerungswachstum im ausgehenden 19. und im 20. Jahrhundert ist im Wesentlichen auf die Freisetzung von Arbeitskräften in den Landgemeinden infolge der Mechanisierung der Landwirtschaft zurückzuführen (Landflucht).

## Wirtschaft
Die Menschen früherer Jahrhunderte lebten hauptsächlich als Selbstversorger von den Erträgen ihrer Felder und Gärten. Die Viehzucht spielte ebenfalls eine nicht unbedeutende Rolle. In zunehmendem Maße ließen sich auch Handwerker und Dienstleister im Ort nieder. Im 19. Jahrhundert begann der Tourismus, der bis heute von Bedeutung ist.

### Verkehr
Saint-Girons war früher Kreuzungspunkt der Bahnstrecke Foix–Saint-Girons und der Bahnstrecke Boussens–Saint-Girons, letztere noch ohne Gleise weitertrassiert bis Oust und geplant als Teil einer zentralen Pyrenäenquerung mit Tunnel unter dem Salau-Pass und einer Erschließungsbahn für Zentralspanien über Lleida (spanisch Lérida), Alcañiz, Teruel, Utiel, Baeza bis Linares an der Strecke Richtung Almería. Auf beiden Strecken wurde allerdings in den 1950er bzw. 1960er Jahren der Personenverkehr eingestellt, und gleichzeitig ließ man auf spanischer Seite den Bau nördlich von Baeza unvollendet. Nur in Richtung Boussens blieb der Güterverkehr bis 1991 erhalten. In Betrieb blieb nur der in Katalonien fertiggestellte Abschnitt namens Tren dels Llacs (Seenbahn) von La Pobla de Segur bis Lleida.

## Geschichte
Anders als das benachbarte römische Saint-Lizier (Lugdunum Consoranum) ist Saint-Girons möglicherweise eine gallorömische Gründung. Urkundlich tritt der Ort erst um das Jahr 1100 in Erscheinung, doch sind geschichtliche Zeugnisse insgesamt rar.

## Sehenswürdigkeiten
- Église Saint-Valier (12. und 19. Jh.)[2]
- Église Saint-Genès (19. Jh.)[3]
- Château des vicomtes du Couserans (16. und 17. Jh.)[4]

## Persönlichkeiten
- Roger Fauroux (1926–2021), Politiker
- Sylvain Dispagne, Rugbyspieler
- Gaston Massat, Surrealist
- Frédéric Moncassin (* 1968), Ex-Rennradfahrer
- Alexandre Grothendieck (1928–2014), Mathematiker

## Sonstiges
Im Jahr 2009 war Saint-Girons Ankunftsort einer Pyrenäenetappe der Tour de France. Am 14. Juli 2017 startete in Saint-Girons eine Etappe mit dem Ziel in Foix.

## Städtepartnerschaften
- Vielha e Mijaran, Katalonien, Spanien (seit 1992)
- Albese con Cassano, Lombardei, Italien (seit 1995)